# مورزين
مورزين (بالفرنسية: Morzine)‏، هي بلدية فرنسية في فرنسا في سلسلة جبال الألب، تقع في فالي دولب في إقليم سافوا العليا، في منطقة رون ألب.

## توأمة
لمورزين اتفاقيات توأمة مع:
- بونيفاسيو